# 菁城街道
菁城街道，是中华人民共和国福建省龙岩市漳平市下辖的一个乡镇级行政单位。

## 行政区划
菁城街道下辖以下地区：
菁东社区、菁西社区、富山社区、顶郊社区、福满社区、北郊社区和铁路社区。